# Conservatoire de Nakhitchevan
Le Conservatoire de Nakhitchevan (en azéri: Naxçıvan Konservatoriyası) est un établissement d'enseignement supérieur à Nakhitchevan.

## Histoire
Le Conservatoire de Nakhitchevan a été fondé, le 27 février 1998.

## Facultés
- instruments folkloriques
- instruments à cordes
- musicologie
- interprétation et direction d'orchestre[1]